# Ludwig Grund
Ludwig Grund (ur. 1892, zm. ?) – zbrodniarz nazistowski, członek załogi niemieckiego obozu koncentracyjnego Dachau i SS-Oberscharführer.
Przed swoją służbą obozową pracował jako kelner i robotnik budowlany. W 1939 wstąpił do NSDAP. Od 1940 do kwietnia 1945 pełnił służbę w kompleksie obozowym Dachau, początkowo w obozie głównym do sierpnia 1943 (jako strażnik), a następnie w podobozach Friedrichshafen, Raderach i Überlingen jako strażnik odpowiedzialny za psy strażnicze, kierownik komanda więźniarskiego i Rapportführer.
W procesie członków załogi Dachau (US vs. Ludwig Grund i inni), który odbył się  w dniach 24 października – 6 listopada 1947 przed amerykańskim Trybunałem Wojskowym w Dachau, skazany został na 10 lat pozbawienia wolności. Został uznany za winnego wielokrotnego maltretowania więźniów, których bił pałką, batem, kopał, szczuł psem i wykonywał na nich okrutne kary. Wiele z jego ofiar zostało okaleczonych i znalazło się w obozowym szpitalu. Wyrok zatwierdzono 12 lutego 1948.